# Jean Cazelles
Jean Cazelles (* 31. August 1860 in Nîmes; † 22. März 1924 in Paris) war ein französischer Politiker. Er war von 1920 bis 1924 Mitglied des Senats.
Cazelles arbeitete als junger Anwalt in Paris. 1885 begann er als 25-Jähriger seine politische Karriere, als er in den Generalrat des Départements Gard einzog. Unter Kriegsminister Gaston de Galliffet wurde er 1889 ziviler Kabinettschef des Kriegsministeriums. Nach dem Tod von Georges Bonnefoy-Sibour wurde er im Januar 1920 zum Senator des Départements Gard gewählt. Bei der regulär stattfindenden Senatswahl im folgenden Jahr wurde er im Amt bestätigt. Einige Zeit später wurde er schwer krank, konnte nicht mehr an Sitzungen teilnehmen und starb 1924 schließlich.